# 利特维诺夫

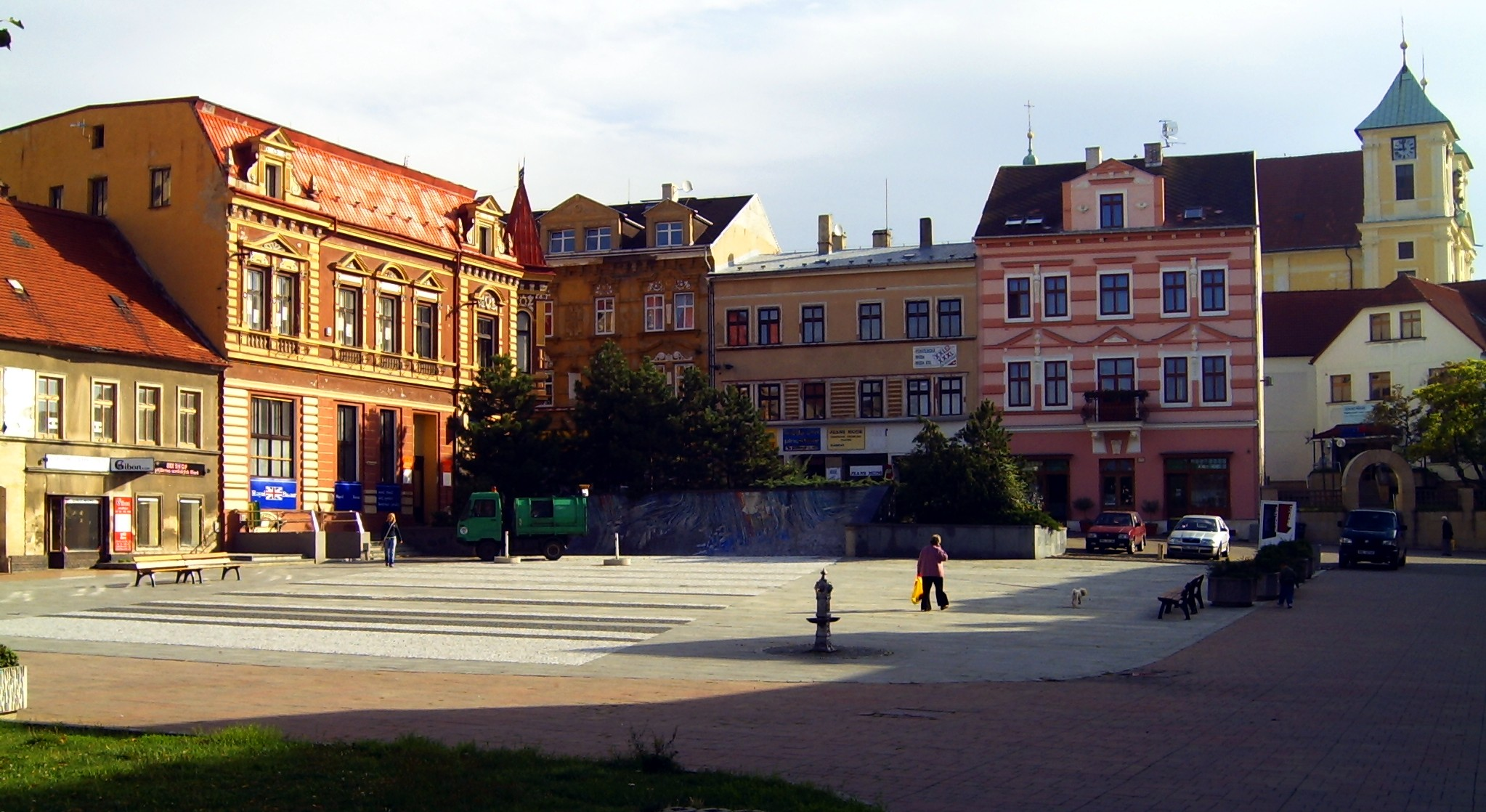

利特维诺夫（捷克語：Litvínov，捷克語發音：[ˈlɪtviːnof]）是捷克烏斯季州的城鎮，位於該國西北部，距離拉貝河畔烏斯季30公里，面積14.4平方公里，海拔高度512米，2011年人口達到4,817。

## 友好城市
- 法國 布里孔特罗贝尔

## 外部連結
- Municipal website